# Mertensiella
Mertensiella là một chi động vật lưỡng cư trong họ Salamandridae, thuộc bộ Caudata. Chi này có 1 loài và 100% bị đe dọa hoặc tuyệt chủng.